# Lijst van personen uit Groenlo
De chronologische lijst van personen uit Groenlo (Oost Gelre) bevat mensen die in deze Gelderse plaats zijn geboren.

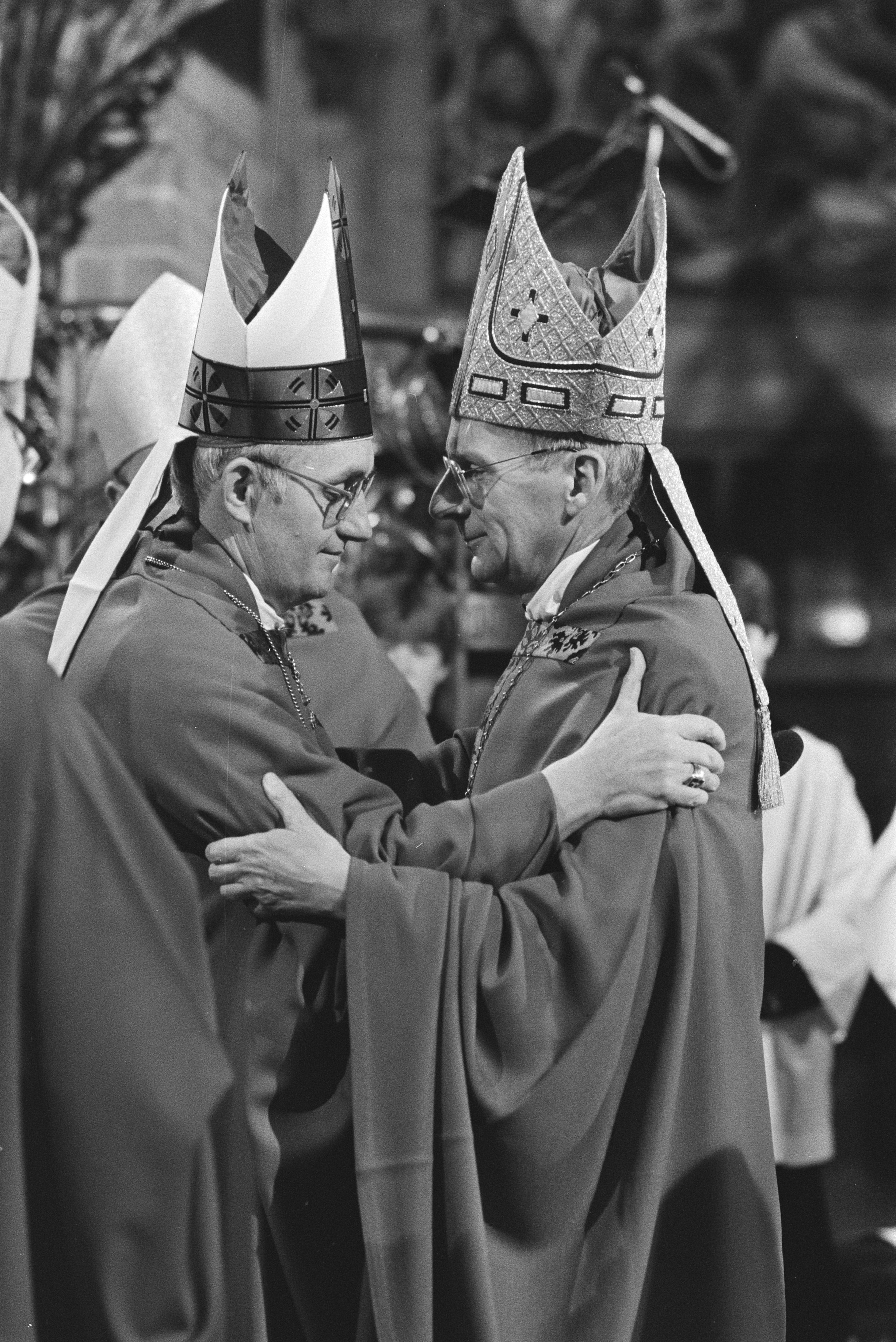
Henricus Bomers (*1936)

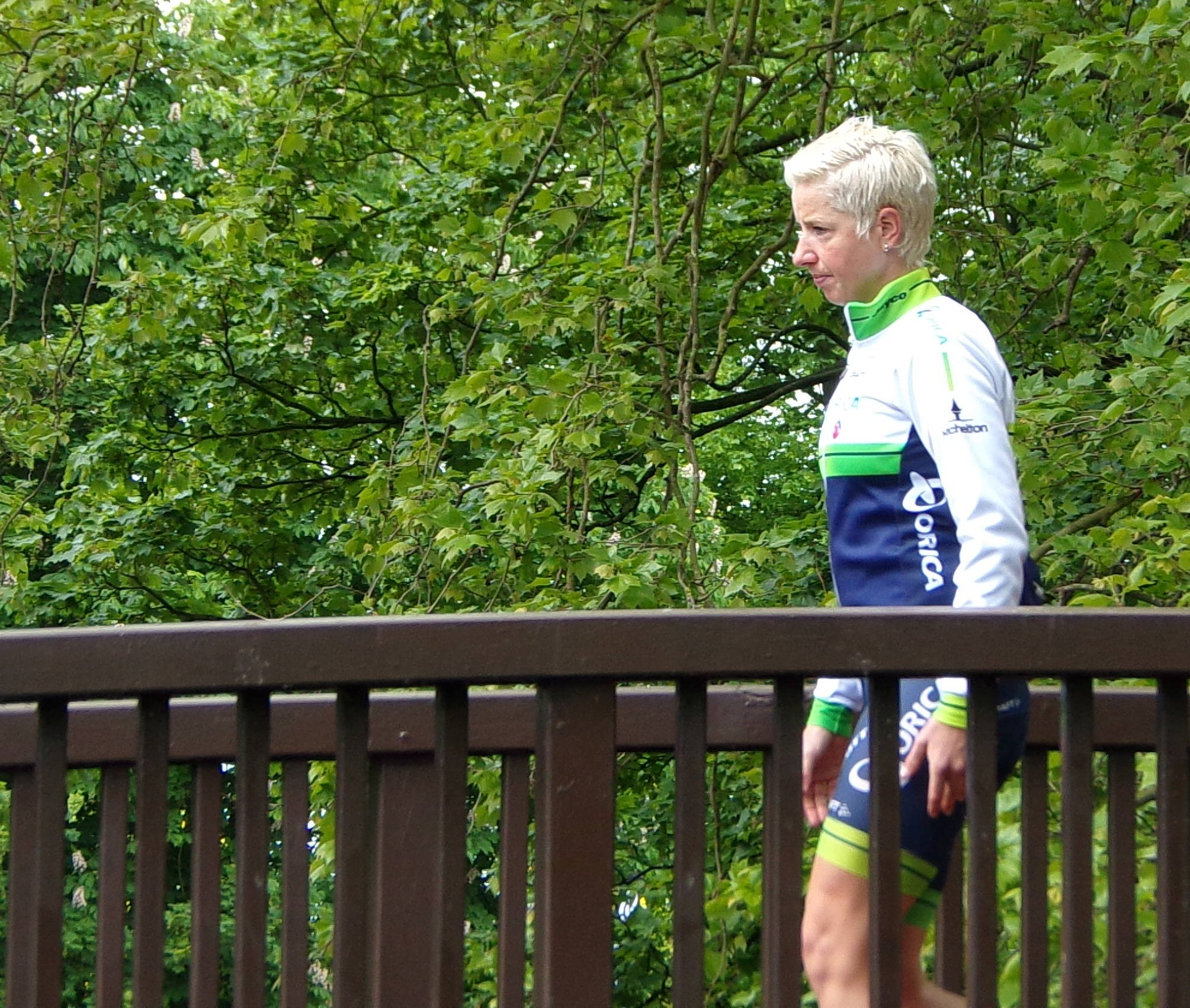
Loes Gunnewijk (*1980)

- Salome Sticken (ca. 1369-1449), priorin
- Herman Herbers (1540-1607), predikant en theoloog
- J.B.A. Batenburg (1788 -1827), burgemeester
- W.G.A.J. Röring (1848-1934), onderwijzer, historicus en auteur
- Jacques Johan Mogendorff (1898-1961), koopman en uitvinder van het bordspel Stratego
- Jan Geerdinck (1902-1977), priester
- Hans Jansen (1931-2019), theoloog
- Henk te Maarssen (1933), geestelijke en een bisschop-emeritus
- Henny Bomers (1936-1998), R.K. geestelijke; 1983-1998 bisschop van Haarlem
- Hein Tops (1940-2000), politicus
- Peter Groot Kormelink (1953), zanger, componist en acteur
- Bert Wagendorp (1956), journalist, schrijver en columnist
- Tristan Hoffman (1970), wielrenner
- Esther Rots (1972), filmproducent
- Mike Schäperclaus (1973), percussionist
- Judith van Wanroij (1974), operazangeres
- Loes Gunnewijk (1980), wielrenster
- Tjitske Siderius (1981), politica
- Rik Wamelink (1983), nieuwslezer
- Fabian Dossett (1991), volleyballer
- Maxime Bennink (1997), voetbalster
- Daan Rots (2001), voetballer
- Sophie te Brake (2003), voetbalster
- Mats Rots (2006), voetballer